# Mathrubhumi
Mathrubhumi is een Malayalam-dagblad, dat uitkomt in de Indiase deelstaat Kerala. Het is een van grootste kranten in Kerala en is gevestigd in Kozhikode. Het komt uit in verschillende edities: in Kozhikode, Thiruvananthapuram, Kottayam, Kochi, Thrissur, Kannur, Palakkad, Malappuram, Kollam en Alappuzha. Ook komt de krant uit in Chennai, Bangalore, Mumbai en New Delhi. De broadsheet is eigendom van The Matrubhumi Printing and Publishing Company. In 2009 bedroeg het aantal lezers rond de 9,5 miljoen.

## Geschiedenis
Het dagblad werd in 1923 opgericht door leden van de Congrespartij, waaronder vrijheidsstrijder K.P. Kesava Menon (1886-1978). De aandeelhouders waren inwoners van Kerala. Het ging de krant toen niet om geld, maar om te strijden tegen sociale onderdrukking en onrust. Het streed tegen de Britse overheersing en kruiste in de jaren dertig de degens met de communisten. Het blad speelde een rol in sociale bewegingen die bijvoorbeeld streden tegen untouchability. De oplage van de krant steeg van 19000 in 1947 (het jaar van de onafhankelijkheid) tot 26000 in 1952. Na 1957 ging het de commerciële strijd aan met andere kranten. In de jaren negentig ontstond een strijd tussen de aandeelhouders om controle over de krant-de aandelen die ooit 5 roepies waard waren, kostten nu duizenden roepies. Een van de aandeelhouders verkocht zijn aandelen aan Bennett, Coleman & Co., eigenaar van onder meer The Times of India, Deze aankoop werd door een rechtbank als ongeldig verklaard, waarna deze uitspraak werd aangevochten-en zo bereikte de strijd zelfs de rechtszalen van de Supreme Court.